# USK Prag
Košarkaški klub USK Prag je dio sportskog društva Slavia.

## Imena kluba kroz povijest
- Slavia Praha ITVS
- Slavia VŠ Praha
- VŠ Praha
- USK Praha
- USK Trident Praha
- USK ERPET Praha
- USK Praha
- USK BLEX KV Praha
- USK Blex Praha

## Klupski uspjesi
Prvenstvo Češke:
- 1993., 2000., 2001.

Prvenstvo Čehoslovačke:
- 1965., 1966., 1969., 1970., 1971., 1972., 1974., 1981., 1982., 1991., 1992.

Kup prvaka:
- Finalist: 1966.

Kup pobjednika kupova:
- Pobjednik: 1969.
- Finalist: 1968.